# Juliane Robra
Juliane Robra (Herdecke, 8 de gener de 1983) és una esportista suïssa que va competir en judo, guanyadora de dues medalles de bronze al Campionat Europeu de Judo, els anys 2010 i 2012.

## Palmarès internacional
| Campionat Europeu | Campionat Europeu     | Campionat Europeu | Campionat Europeu |
| Any               | Lloc                  | Medalla           | Categoria         |
| ----------------- | --------------------- | ----------------- | ----------------- |
| 2010              | Viena ( Àustria)      | 3                 | –70 kg            |
| 2012              | Txeliàbinsk ( Rússia) | 3                 | –70 kg            |